# 1414
1414. је била проста година.